# Charles Hallé
Karl Halle (* 11. April 1819 in Hagen, Westfalen; † 25. Oktober 1895 in Manchester), oder Sir Charles Hallé, war ein britischer Pianist und Dirigent deutscher Herkunft. Er ist vor allem bekannt als Gründer des Hallé-Orchesters, des ältesten professionellen Orchesters in Großbritannien.

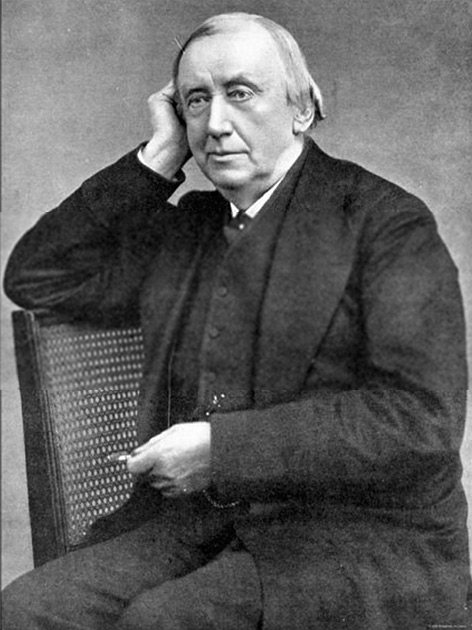
Charles Hallé

## Leben
Karl Halle wuchs auf als ältestes von drei Geschwistern des Ehepaares Christian Friedrich Andreas Halle (1790–1848) und Karoline Brenschedt (1796–1884). Seine ersten Klavierstunden erhielt Halle von seinem Vater, der als Organist arbeitete. Nachdem er 1831 kurz die technikorientierte Gewerbeschule in Hagen besucht hatte, studierte er 1835 unter Christian Heinrich Rinck in Darmstadt. 1836 zog er nach Paris, wo er bis zu den Revolutionswirren von 1848 lebte. In dieser Zeit arbeitete er regelmäßig mit Künstlern wie Luigi Cherubini, Frédéric Chopin und Franz Liszt zusammen und war mit den Literaten Alfred de Musset und George Sand befreundet.
Halle hatte gerade eine erfolgreiche Reihe von Kammermusik-Soiréen mit Jean-Delphin Alard und Auguste-Joseph Franchomme begonnen, als ihn die Revolution von 1848 zur Umsiedlung mit seiner Frau und ihren zwei Kindern nach London zwang. 1852 nahm er die britische Staatsangehörigkeit an. 

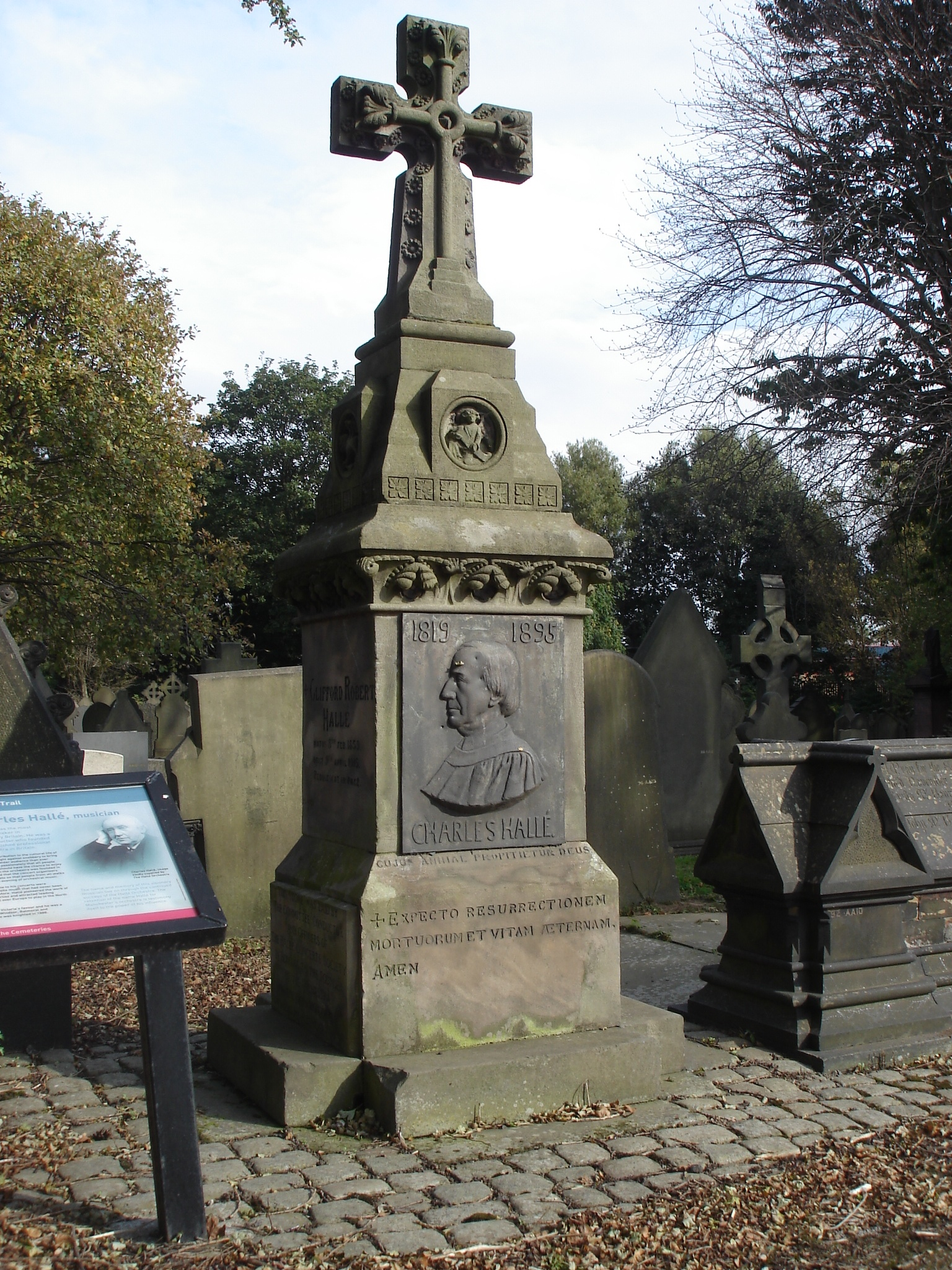
Hallés Grab in Salford

Bei der „Musical Union“, gegründet von John Ella, und bei den „Popular Concerts“ wirkte Hallé regelmäßig mit. 1850 übernahm er die Leitung der seit 1749 bestehenden „Gentlemen’s Concerts“ zu Manchester und 1852 auch die des Cäcilien-Vereins. Gustav Arnold nahm  bei Halle Klavierunterricht.
In Edinburgh wirkte er ab 1869 regelmäßig als Dirigent und Pianist beim Reid-Fest mit, das jährlich am 13. Februar zu Ehren des Generals John Reid, des Gründers der Musikabteilung der Universität Edinburgh, veranstaltet wurde. Im Jahr 1876 dirigierte er die zweite große Triennale des Musik-Festivals in Bristol. Im Jahr 1880 führte er in London Faust von Hector Berlioz auf. Von 1882 bis 1885 dirigierte er in London regelmäßig die Konzerte der „Sacred Harmonie Society“, dem damals angesehensten Oratorienchor, der sogar über ein eigenes Orchester verfügte. Die Proben dazu fanden unter der Aufsicht William Cummings’ statt.
1883 trat er die Nachfolge von Max Bruch als Dirigent der Königlichen Philharmonie zu Liverpool an. Es gelang ihm, diese Aufgabe neben seiner Arbeit in Manchester und London bis an sein Lebensende durchzuführen. Die Konzertprogramme für Liverpool übernahm er teilweise von Manchester.

## Eigenes Orchester
Im Jahr 1857 fand eine große Kunstausstellung in Manchester statt, und Hallé wurde verpflichtet, für tägliche Konzerte zu sorgen. Hallé meinte, dass es lediglich 24 Musiker in Manchester gebe, die die Musik spielen könnten, die er benötige. Da er aber 60 Musiker für sein Orchester wollte, musste er 40 weitere überzeugen, nach Manchester zu kommen. Dafür rekrutierte er Musiker vom Festland. Die Ausstellung wurde am 5. Mai von Prinz Albert eröffnet und hatte 1,3 Millionen Besucher, unter denen auch gekrönte Häupter waren. Damit sich mit Ende der Ausstellung im Oktober 1857 die Orchestermitglieder nicht in alle vier Himmelsrichtungen zerstreuten, entschloss sich Hallé, auf eigenes Risiko, wöchentliche Konzerte durch den Herbst und Winter zu geben. Das war nur möglich, wenn er ein Einkommen von £ 150 p. a. garantieren konnte. Also musste er 20 Konzerte im Jahr geben, um diese Forderung erfüllen zu können.
Das lief so gut, dass er 1858 sein eigenes Orchester, das Hallé-Orchester, gründete. Neben dem Orchester gründete er gleichzeitig den Hallé-Chor. Nach 30 Jahren bestand sein Orchester aus 101 Musikern, und jedes Instrument war besetzt. Zu Beginn jeder Spielzeit garantierte er die Einnahme von £ 7.168 p. a., dennoch war es das beste und billigste Orchester in Großbritannien. Sein Orchester war das erste professionelle Orchester, das er in eine Perfektion hob, die bis dahin unbekannt in England war. In der Old Town Hall, King Street, traten auch die besten Solisten jener Zeit auf, so z. B. der Geiger Bernhard Molique, Cellist Alfredo Piatti, Violinist Prosper Philippe Sainton, John Tiplady Carrodus, Heinrich Wilhelm Ernst, Pianist Eduard Steingraber, Charles Lucas, Violinist Henri Vieuxtemps, Violinist William Washington Waud und der Flötist Edward De Jong.

## Royal College of Music

Charles Hallé fotografiert von Walery 1890

Im Dezember 1891 regte Hallé die Gründung eines College für Music in Manchester an. Ein Spendenaufruf wurde gestartet und 1892 ein Exekutiv-Komitee gegründet. Der Schatzmeister hatte ein geeignetes Gebäude an der Ducie St / Oxford Road gefunden. Im Februar 1893 übergab das Exekutiv-Komitee seinen Abschlussbericht an den Bürgermeister. Ein Gremium wurde am 1. März 1893 gegründet, zu dessen Leiter Hallé ernannt wurde. Der Lehrkörper wurde ausgesucht und Königin Victoria verlieh den Titel „Royal“ noch vor der Eröffnung am 3. Oktober 1893. Nach dem Eignungstest wurden 80 Studenten aufgenommen, und am Ende des ersten Jahres waren es bereits 117 Studenten. Viele seiner Musikerfreunde erklärten sich bereit, am College zu unterrichten; Hallé selbst fungierte bis zu seinem Tod als dessen Leiter und Professor für Klavierspiel.

## Künstlerische Einflüsse
Hallé übte einen wichtigen Einfluss auf die musikalische Kultur und Bildung von England aus. Er bestand darauf, dass seine Konzerte einem breiteren Publikum zugänglich wurden, nicht nur den Mitgliedern der Musikgesellschaft. Sein Klavierspiel war durch Präzision, Klarheit und perfekte Umsetzung des geschriebenen Notentextes gekennzeichnet. Die in seiner Jugendzeit erworbene Technik stammte aus der Epoche vor Liszt.
Seine „Pianoforte Recitals“, erstmals 1850 in seinem Haus gegeben, und ab 1861 in St James’s Hall, Piccadilly, waren ein wichtiger Teil des musikalischen Lebens in London. Er war der erste Pianist, der in England das gesamte Werk der Klaviersonaten von Beethoven beherrschte. Erst durch Hallé wurde Beethoven allgemein in der englischen Gesellschaft bekannt. Bereits 1861 spielte er als Solist alle Beethoven-Sonaten in acht Vormittagsvorstellungen. 1888 übernahm Hallé folgerichtig die Präsidentschaft der in Manchester neu gegründeten Beethoven-Gesellschaft.
Über seinen Zeitgenossen Berlioz meinte er, dieser sei der perfekteste Dirigent gewesen und habe „absolute Kontrolle über seine Truppen“.

## Familie
Am 11. November 1841 heiratete er die in New Orleans geborene Désirée Smith de Rilieu. Er war mit ihr 25 Jahre lang bis zu ihrem Tod am 26. April 1866 verheiratet, und sie hatten insgesamt neun Kinder:
Marie (1845–1925), Charles Emile (1846–1919), Louise (1849–1919), Frederick (1850–1879), Gustave (1851–1936), Bernard (1853–1934), Mathilde (1855–1925), Elinor († 1926), Clifford († 1886). Nach dem Tod seiner Ehefrau lud ihn Königin Victoria zu einem Erholungsurlaub in ihr Sommerhaus auf der Isle of Man ein.
Am 26. Juli 1888 heiratete Karl Halle in zweiter Ehe Wilhelmine Norman-Neruda (1839–1911), die Violinistin, Witwe von Ludvig Norman und Tochter von Josef Neruda, Familienmitglieder, die lange für ihre musikalische Talente bekannt waren. Ab 1864 war Lady Hallé eine der führenden Solo-Violinistinnen der Zeit, die Vergleichen mit Männern standhielt und 1901 von Königin Alexandra den Titel „Violinistin der Königin“ verliehen bekam.
1890 und 1891 bereisten Hallé und seine Frau Australien und andere Länder.

## Ehrungen und posthume Würdigung

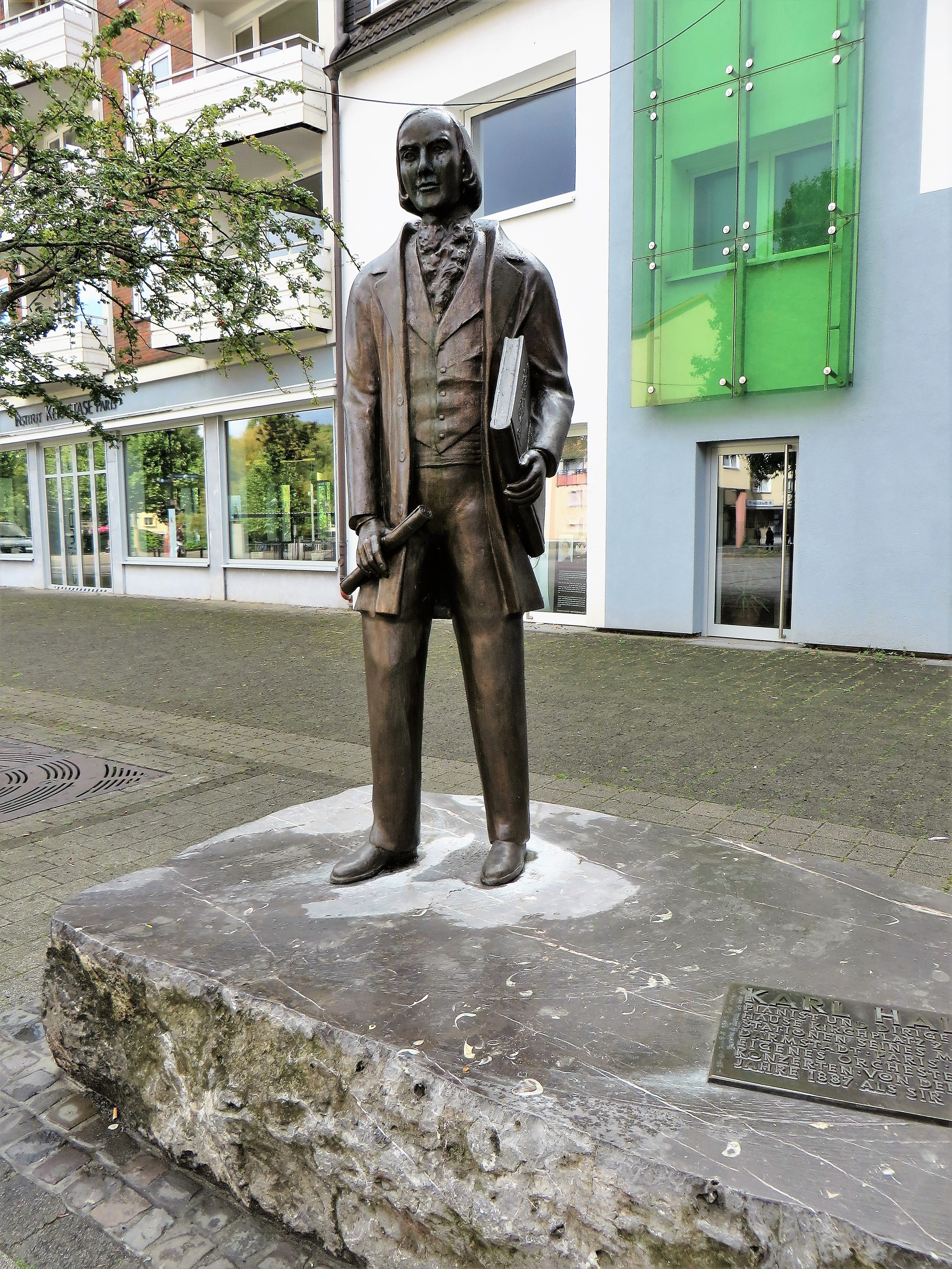
Bronze-Statue Karl Halle

Im Jahr 1884 erhielt Hallé den Ehrendoktor der Edinburgh University. 1888 wurde Hallé für seine Verdienste um das englische Musikleben von der Queen zum Ritter geschlagen. Am 25. Oktober 1995, dem 100. Todestag von Karl Halle, wurden zu Ehren dieses Hagener Weltbürgers seine Klavierwerke vom bekannten Pianisten Wolfgang Glemser im Maschinensaal der Hagener Fachhochschule welturaufgeführt.
Seine Heimatstadt Hagen in Westfalen bemüht sich um seine kulturelle Würdigung durch regelmäßige Konzerte, die der Initiative des Kulturjournalisten Hubertus Heiser zu verdanken sind, denen aber der heimische Publikumszuspruch noch fehlt.
Ins öffentliche Gedächtnis soll ihn eine lebensgroße Statue – ein Werk des Hagener Künstlers Uwe Will – zurückführen, die auf dem Vorplatz der Johanniskirche am Markt am 27. August 2008 eine unauffällige Gedenktafel abgelöst hat. Im Hagener Ortsteil Hochschulviertel ist eine Straße nach ihm benannt.

## Schriften
Hallé schrieb Werke zum Klavierunterricht:
- The Practical Pianoforte School. Mehrere Bände (ab 1873)
- Musical Library (ab 1876)
- Charles E. Hallé, Marie Hallé (Hrsg.): Life and letters of Sir Charles Hallé; being an autobiography (1819–1860) with correspondence and diaries. Smith, Elder, London 1896. Internet Archive (die Autoren sind Tochter und Sohn von Charles Hallé)
  - Neuausgabe: Michael Kennedy (Hrsg.): The autobiography of Charles Hallé, with correspondence and diaries. Elek Books, London 1972, ISBN 0-236-15448-6.